# Joseph Sigrist
Pour les articles homonymes, voir Sigrist.
Joseph Sigrist  est un agriculteur et un homme politique français né le 26 avril 1885 à Andlau et mort le 6 mars 1976 à Sélestat, dans le Bas-Rhin.

## Biographie
Viticulteur et secrétaire du bureau de la Chambre d'agriculture du Bas-Rhin, Joseph Sigrist est également un citoyen engagé, membre de l'Union populaire républicaine, adjoint au maire et conseiller municipal d'Andlau quand il se présente aux élections sénatoriales de 1936. Élu, il choisit de rester non-inscrit, l'UPR ne disposant pas de groupe parlementaire à la Chambre haute. En 1938, il devient président de la Ligue des catholiques d'Alsace, nommé par l'Evêque de Strasbourg
Le 10 juillet 1940, il prend pas part au vote sur la remise des pleins pouvoirs au Maréchal Pétain et refuse le poste de maire d'Andlau qui lui est proposé sous l'occupation.
En 1945, l'UPR fusionne avec l'Alliance populaire nationale d'Alsace, une autre petite formation nationaliste régionale. Joseph Sigrist prend la présidence de la nouvelle organisation créée, le Parti républicain populaire (PRP), lequel rejoint, après quelques mois d'existence, le Mouvement républicain populaire.
Sous cette étiquette, il est élu député à l'Assemblée constituante puis à la Chambre des députés sous la Quatrième République, jusqu'en juin 1951, année de son retrait définitif de l'action parlementaire.

## Sources
- « Joseph Sigrist », dans le Dictionnaire des parlementaires français (1889-1940), sous la direction de Jean Jolly, PUF, 1960 [détail de l’édition]